# Dichopetala mexicana
Dichopetala mexicana är en insektsart som beskrevs av Brunner von Wattenwyl 1878. Dichopetala mexicana ingår i släktet Dichopetala och familjen vårtbitare. Inga underarter finns listade i Catalogue of Life.